# Cova d'en Durí
La cova d'en Durí és una cova natural situada al terme de Llucmajor, Mallorca, entre les possessions de Son Tetè i Son Monjo, al ponent del municipi. Està catalogada com a cova des dels 30 m fins als 300 m.
La cova pren nom d'un famós bandoler, Joan Puig, conegut com a Durí, que s'hi amagava i que, segons la tradició popular, hi guardà un tresor de monedes d'or i plata, joies i pedres precioses procedents dels seus nombrosos robatoris.